# 19901108
『19901108』（いちきゅうきゅうぜろいちいちぜろはち）は、日本の音楽ユニットであるCOMPLEXのライブ・アルバムおよびライブ・ビデオ。
アルバムは1991年1月23日に、ビデオは同年2月14日に東芝EMIのイーストワールドレーベルからリリースされた。COMPLEXとしては初のライブ・アルバムとなり、ライブ・ビデオとしては『COMPLEXTOUR'89』（1989年）以来およそ1年3か月ぶりのリリースとなった。
1990年11月8日に東京ドームにて開催されたCOMPLEXの最終公演となる「ROMANTIC EXTRA」の模様を収録している。当日演奏された全21曲の中からアルバムには14曲、ビデオには16曲が収録されており、選曲の内訳は1枚目のアルバム『COMPLEX』（1989年）から4曲、2枚目のアルバム『ROMANTIC 1990』（1990年）から10曲となっている。
アルバムはオリコンアルバムチャートにおいて最高位第2位となり、売り上げ枚数は40万枚を超えたため日本レコード協会からプラチナ認定を受けている。東京ドーム公演を以ってCOMPLEXは活動休止になったため、ベスト・アルバム『COMPLEX BEST』（1998年）がリリースされるまでは本作が最後の作品となっていた。COMPLEXはその後2011年7月30日および31日、2024年の5月15日および16日に開催された東京ドーム公演「日本一心」にて期間限定で復活した。

## 背景
吉川晃司と布袋寅泰によって結成されたCOMPLEXは、デビュー・シングル「BE MY BABY」（1989年）およびファースト・アルバム『COMPLEX』（1989年）がともにオリコンチャートにおいて第1位を獲得。布袋曰くCOMPLEXは音楽的評価も売り上げも上々であり、B'z所属の松本孝弘からも後に「あのままCOMPLEXが続いていたら、俺たちなんか何もやれなかったですよ」と言われるなど高い評価を受けていた。しかし周囲から布袋はCOMPLEXの存在意義を問われることが多々あったと述べており、「COMPLEXは確かにカッコイイよ。でもさ、布袋が一番やりたいことって、コレだったの?」と質問されることや、「布袋さぁ、BOØWYを復活しろよ……」と懇願されることもあったと述べている。布袋によれば吉川はCOMPLEX以前のキャリアのまま自分自身を表現することに重点を置いていたが、布袋は名前は知られずとも自身の制作曲が誰かの耳に届けばいいという考え方であったために両者の間に意識のズレが生じていたと述べている。一方で吉川はバンド演奏に対する憧憬があったことから布袋とユニットを組んだと述べた上で、「隣の芝生は青く見えるというパターンだったのかも知れない」と述べた他、「巡り合わせが良かったから、実現した。いや、巡り合わせがとんでもなく悪かったから、実現したのかも知れない」とも述べている。
そのような経緯から、2枚目のアルバム『ROMANTIC 1990』（1990年）の制作時には吉川と布袋の間で意見が合わず、両者がまったく共同作業を行わずに完全な分業体制で制作が行われた。すでに両者の関係は破綻していたが、アルバムを1枚リリースしたのみで完結するのは格好悪いとの考え方から2作目が制作されることとなった。その後同作を受けたコンサートツアー「ROMANTIC 1990 TOUR」を1990年5月9日の群馬県民会館公演を皮切りに8月8日の日本武道館公演まで20都市全33公演を実施。ツアー終了後に吉川は布袋に対して東京ドームでの最終公演を提案するも、布袋は2枚目のソロ・アルバム『GUITARHYTHM II』（1991年）の制作に入っていたためにこれを拒否した。しかし吉川は「いいじゃん。君はドームやったけど、僕はやったことないんだよ。ドームはちょっとやりたいんだけどね」と布袋を説得し、布袋側のスタッフも賛成したことから実現する運びとなった。

## 録音、構成
本作は1990年11月8日に行われた東京ドーム公演「ROMANTIC EXTRA」の模様を収録している。当日演奏された全21曲の内、ライブ・アルバムには14曲、ライブ・ビデオには16曲が収録された。アルバムに未収録となったのは「CRASH COMPLEXION」、「路地裏のVENUS」、「2人のAnother Twilight」、「そんな君はほしくない」、「Can't Stop The Silence」、「CRY FOR LOVE」、「IMAGINE HEROES」の7曲となっている。ビデオはCD盤の選曲に加え、「2人のAnother Twilight」と「IMAGINE HEROES」の2曲が追加されている。
吉川は同公演について「やっぱり気持ちよかったな。でかかったね。観客の声援が一、二秒遅れてくるものね。“なんじゃ、これは?”とか思った」と述べている。しかし当日の衣装については苦言を呈しており、布袋が当日着衣していたズボンは本来吉川の衣装であったと述べ、「ボンボリが付いてるから俺、嫌だな」と言った際に布袋が「僕ボンボリ好きだから、それ履く」と言ったために吉川の衣装を布袋に譲ることとなった。代わりに吉川に用意されたズボンはSサイズであり、ゴムを切り張りしていたために最悪だったと吉川は述べている。また吉川は、布袋との気持ちは一緒ではなかったために「バンドでありながら、知らんぷりしてライヴをやるってのは、初めての体験で。でもなかなかおもしろかった。これはこれでおもしろいんだって、思いながらやりましたね」と述べている。
東京ドーム公演に固執した理由について後に吉川は、「メモリアルって気持ちはないな。不謹慎だけど、ドームをやりたかった、それだけ（笑）」と述べている。当時は両者とも苦しい思いを抱いていたが、公演が終了した瞬間に両者が笑顔を見せたことについて吉川は「二年ぶりにアイツが笑ったような気がしたな」と述べた他、当時の布袋には「日本の音楽のパイオニア」としての過度な期待が掛けられていたと指摘、より高度な音楽を目指さなければならない布袋に対して吉川はまったくプレッシャーを感じていなかったと述べている。また吉川は大きな会場の方が動きやすいと述べており、ライブハウスのような小さな会場では動く場所がないことや、声援が大きすぎて歌えないと述べている。

## リリースと活動休止
ライブ・アルバムは1991年1月23日に東芝EMIのイーストワールドレーベルからCDおよびCTの2形態でリリースされた。アルバムはオリコンアルバムチャートにおいて、最高位第2位の登場週数20回で売り上げ枚数は45.9万枚となった。ライブ・ビデオは同年2月14日にVHS、2月27日にLDにてリリースされ、監督は前嶋輝が担当している。ビデオは2002年10月25日にDVD化されてジュエルケースにて再リリースされた他、2007年3月14日および2011年11月9日にはトールケース仕様のDVDとして再リリースされた。CD盤は2012年10月10日にデジタル・リマスタリングが施されたSHM-CDとして再リリースされた。
東京ドーム公演の打ち上げの席において吉川は布袋に対し「一緒にやらなかったら、友達でいられたかもしれないね」と話し、「じゃあ、元気でね」と告げた後は一切会っていないと1993年時点で述べている。後年吉川は布袋を嫌いになった訳ではなく、勉強させてもらった部分もあると感謝の念を表した上で離婚した妻のようなものであると述べている。COMPLEXにおいては言葉を発することや歌うことがすべて吉川の担当になっていたことに対し、BOØWY時代と同様の欲求不満があったと布袋は述べた他、吉川に対しては「あまり考え過ぎずに自由に自分がうたったり演じたりするのが彼だったような気がするんだよ」と自身の考えを述べており、布袋はすべてを綿密に組み立てるタイプであったために両者の意向が合わなくなったとも述べている。布袋は時折傲慢に思われても仕方がない行動を取っていたと自身を振り返り、吉川も不満を抱えていたであろうと述べている。

## 批評
| 専門評論家によるレビュー | 専門評論家によるレビュー |
| レビュー・スコア         | レビュー・スコア         |
| 出典                     | 評価                     |
| ------------------------ | ------------------------ |
| CDジャーナル             | 肯定的                   |

音楽情報サイト『CDジャーナル』ではライブ・アルバムの評価として、COMPLEXに対して「イカ天ブームの源流みたいなおふたり」と例えた上で、東京ドーム公演が「場内一丸となっての盛り上がり大会」であったと指摘、音源については「いかにもライヴですって音が効果満点。自然とタテノリになってしまいます」と述べた他に「決めのフレーズが安っぽくてうれしい」と肯定的に評価、同公演を以って活動休止となったことについては「かっこ良さだけを残して行っちまった、という感じ」と休止を惜しむコメントを残している。

## 収録曲

### ライブ・アルバム
- CDブックレットに記載されたクレジットを参照[20]。

| #         | タイトル                       | 作詞               | 作曲      | 編曲      | 時間  |
| --------- | ------------------------------ | ------------------ | --------- | --------- | ----- |
| 1.        | 「BE MY BABY」                 | 吉川晃司           | 布袋寅泰  | 布袋寅泰  | 6:09  |
| 2.        | 「PRETTY DOLL」                | 吉川晃司           | 吉川晃司  | 布袋寅泰  | 4:07  |
| 3.        | 「NO MORE LIES」               | 吉川晃司           | 布袋寅泰  | 布袋寅泰  | 4:37  |
| 4.        | 「LOVE CHARADE」               | 吉川晃司           | 布袋寅泰  | 布袋寅泰  | 7:03  |
| 5.        | 「MODERN VISION」              | 吉川晃司           | 吉川晃司  | 布袋寅泰  | 5:09  |
| 6.        | 「BLUE」                       | 吉川晃司、布袋寅泰 | 布袋寅泰  | 布袋寅泰  | 5:52  |
| 7.        | 「DRAGON CRIME (East & West)」 | 吉川晃司           | 布袋寅泰  | 布袋寅泰  | 6:04  |
| 合計時間: | 合計時間:                      | 合計時間:          | 合計時間: | 合計時間: | 39:01 |

| #         | タイトル                       | 作詞      | 作曲      | 編曲      | 時間  |
| --------- | ------------------------------ | --------- | --------- | --------- | ----- |
| 8.        | 「PROPAGANDA」                 | 布袋寅泰  | 布袋寅泰  | 布袋寅泰  | 3:56  |
| 9.        | 「GOOD SAVAGE」                | 吉川晃司  | 布袋寅泰  | 布袋寅泰  | 3:59  |
| 10.       | 「恋をとめないで」             | 吉川晃司  | 布袋寅泰  | 布袋寅泰  | 6:04  |
| 11.       | 「MAJESTIC BABY」              | 吉川晃司  | 布袋寅泰  | 布袋寅泰  | 6:13  |
| 12.       | 「1990」                       | 吉川晃司  | 布袋寅泰  | 布袋寅泰  | 5:26  |
| 13.       | 「RAMBLING MAN」               | 吉川晃司  | 布袋寅泰  | 布袋寅泰  | 4:23  |
| 14.       | 「AFTER THE RAIN (朱いChina)」 | 吉川晃司  | 布袋寅泰  | 布袋寅泰  | 6:28  |
| 合計時間: | 合計時間:                      | 合計時間: | 合計時間: | 合計時間: | 36:29 |

### ライブ・ビデオ
| #         | タイトル                       | 作詞               | 作曲      | 編曲      | 時間  |
| --------- | ------------------------------ | ------------------ | --------- | --------- | ----- |
| 1.        | 「BE MY BABY」                 | 吉川晃司           | 布袋寅泰  | 布袋寅泰  | 6:01  |
| 2.        | 「PRETTY DOLL」                | 吉川晃司           | 吉川晃司  | 布袋寅泰  | 4:07  |
| 3.        | 「NO MORE LIES」               | 吉川晃司           | 布袋寅泰  | 布袋寅泰  | 4:37  |
| 4.        | 「LOVE CHARADE」               | 吉川晃司           | 布袋寅泰  | 布袋寅泰  | 6:26  |
| 5.        | 「2人のAnother Twilight」      | 吉川晃司           | 布袋寅泰  | 布袋寅泰  | 4:13  |
| 6.        | 「MODERN VISION」              | 吉川晃司           | 吉川晃司  | 布袋寅泰  | 4:46  |
| 7.        | 「BLUE」                       | 吉川晃司、布袋寅泰 | 布袋寅泰  | 布袋寅泰  | 5:27  |
| 8.        | 「DRAGON CRIME (East & West)」 | 吉川晃司           | 布袋寅泰  | 布袋寅泰  | 6:05  |
| 9.        | 「PROPAGANDA」                 | 布袋寅泰           | 布袋寅泰  | 布袋寅泰  | 3:58  |
| 10.       | 「IMAGINE HEROES」             | 吉川晃司           | 吉川晃司  | 布袋寅泰  | 3:58  |
| 11.       | 「GOOD SAVAGE」                | 吉川晃司           | 布袋寅泰  | 布袋寅泰  | 3:54  |
| 12.       | 「恋をとめないで」             | 吉川晃司           | 布袋寅泰  | 布袋寅泰  | 6:03  |
| 13.       | 「MAJESTIC BABY」              | 吉川晃司           | 布袋寅泰  | 布袋寅泰  | 6:44  |
| 14.       | 「1990」                       | 吉川晃司           | 布袋寅泰  | 布袋寅泰  | 5:26  |
| 15.       | 「RAMBLING MAN」               | 吉川晃司           | 布袋寅泰  | 布袋寅泰  | 4:23  |
| 16.       | 「AFTER THE RAIN (朱いChina)」 | 吉川晃司           | 布袋寅泰  | 布袋寅泰  | 7:07  |
| 合計時間: | 合計時間:                      | 合計時間:          | 合計時間: | 合計時間: | 85:00 |

## スタッフ・クレジット

### ライブ・アルバム
- CDブックレットに記載されたクレジットを参照[21]。

#### COMPLEX
- 吉川晃司 – ボーカル
- 布袋寅泰 – ギター、コーラス

#### 参加ミュージシャン
- 小池ヒロミチ – ベース、コーラス
- そうる透 – ドラムス
- スティーヴ エトウ – パーカッション
- 矢代恒彦 – キーボード
- 三浦憲和 – コンピュータプログラミング

#### 録音スタッフ
- 坂元達也 – レコーディング・エンジニア、ミキシング・エンジニア
- 菅谷憲（東芝EMI） – A&Rディレクター
- 関口光信 (TOY BOX) – A&Rディレクター
- 広瀬哲（東芝EMI） – アシスタント・A&Rディレクター

#### その他スタッフ
- 河村嚴生（セブンスエンタープライズ） – エグゼクティブ・プロデューサー
- 糟谷銑司（トイ・ボックス） – エグゼクティブ・プロデューサー
- 石坂敬一（東芝EMI） – エグゼクティブ・プロデューサー
- 下河辺晴三（東芝EMI） – エグゼクティブ・プロデューサー

#### 美術スタッフ
- 園木和彦 – 写真撮影
- むこうやまきみ – 写真撮影
- 永石勝 – アートディレクター、デザイン
- 上杉季明 – デザイン
- おだけいこ – デザイン

### ライブ・ビデオ
- DVD付属の歌詞カードに記載されたクレジットを参照[22]。

#### COMPLEX
- 吉川晃司 – ボーカル
- 布袋寅泰 – ギター、コーラス

#### 参加ミュージシャン
- 小池ヒロミチ – ベース、コーラス
- そうる透 – ドラムス
- スティーヴ エトウ – パーカッション
- 矢代恒彦 – キーボード
- 三浦憲和 – コンピュータプログラミング

#### 録音スタッフ
- 坂元達也 – レコーディング・エンジニア、ミキシング・エンジニア
- 菅谷憲（東芝EMI） – A&Rディレクター
- 関口光信 (TOY BOX) – A&Rディレクター、プロデューサー
- 広瀬哲（東芝EMI） – アシスタント・A&Rディレクター

#### その他スタッフ
- 河村嚴生（セブンスエンタープライズ） – エグゼクティブ・プロデューサー
- 糟谷銑司（トイ・ボックス） – エグゼクティブ・プロデューサー
- 石坂敬一（東芝EMI） – エグゼクティブ・プロデューサー
- 下河辺晴三（東芝EMI） – エグゼクティブ・プロデューサー
- 小泉洋（東芝EMI） – エグゼクティブ・プロデューサー
- 富樫巧（セブンスエンタープライズ） – プロデューサー
- 三保谷文彦（東芝EMI） – プロデューサー
- 光山征児（東芝EMI） – プロデューサー
- 小野口道彦 (FITZ ROY) – プロデューサー
- 前嶋輝 (FITZ ROY) – ディレクター

#### 美術スタッフ
- 園木和彦 – 写真撮影
- むこうやまきみ – 写真撮影
- 永石勝 – アートディレクター、デザイン
- 上杉季明 – デザイン
- おだけいこ – デザイン

## チャート、認定

### ライブ・アルバム
| チャート         | リリース年 | 最高順位 | 登場週数 | 売上数   | 規格   | 出典   |
| ---------------- | ---------- | -------- | -------- | -------- | ------ | ------ |
| 日本（オリコン） | 1990年     | 2位      | 20回     | 45.9万枚 | CD, CT | [ 2 ]  |
| 日本（オリコン） | 2012年     | 113位    | 1回      | -        | SHM-CD | [ 23 ] |

| 国/地域 | 認定組織         | 日付      | 認定     | 売上数   | 出典   |
| ------- | ---------------- | --------- | -------- | -------- | ------ |
| 日本    | 日本レコード協会 | 1991年2月 | ゴールド | 200,000+ | [ 24 ] |
| 日本    | 日本レコード協会 | 1991年4月 | プラチナ | 400,000+ | [ 3 ]  |

## リリース日一覧

### ライブ・アルバム
| No. | リリース日     | レーベル                                    | 規格         | カタログ番号 | 備考                                       | 出典                |
| --- | -------------- | ------------------------------------------- | ------------ | ------------ | ------------------------------------------ | ------------------- |
| 1   | 1991年1月23日  | 東芝EMI／イーストワールド                   | CD           | TOCT-5980    |                                            | [ 2 ] [ 19 ] [ 25 ] |
| 2   | 1991年1月23日  | 東芝EMI／イーストワールド                   | CT           | TOTT-5980    |                                            | [ 2 ]               |
| 3   | 2012年10月10日 | EMIミュージック・ジャパン／イーストワールド | SHM-CD       | TOCT-95116   | デジタルリマスター仕様                     | [ 26 ] [ 27 ]       |
| 4   | 2019年3月1日   | ユニバーサルミュージック                    | AAC-LC       | -            | デジタル・ダウンロード、2012年リマスター版 | [ 28 ]              |
| 5   | 2019年3月1日   | ユニバーサルミュージック                    | ロスレスFLAC | -            | デジタル・ダウンロード、2012年リマスター版 | [ 29 ]              |

### ライブ・ビデオ
| No. | リリース日     | レーベル                  | 規格 | カタログ番号 | 備考               | 出典          |
| --- | -------------- | ------------------------- | ---- | ------------ | ------------------ | ------------- |
| 1   | 1991年2月14日  | 東芝EMI                   | VHS  | TOVF-1108    |                    | [ 30 ]        |
| 2   | 1991年2月27日  | 東芝EMI                   | LD   | TOLF-1108    |                    | [ 31 ]        |
| 3   | 2002年10月25日 | 東芝EMI                   | DVD  | TOBF-5167    | ジュエルケース仕様 | [ 32 ] [ 33 ] |
| 4   | 2007年3月14日  | 東芝EMI                   | DVD  | TOBF-91013   | トールケース仕様   | [ 34 ]        |
| 5   | 2011年11月9日  | EMIミュージック・ジャパン | DVD  | TOBF-91013   | トールケース仕様   | [ 35 ]        |